# Rašeliniště Kapličky
Rašeliniště Kapličky je přírodní rezervace o rozloze cca 73 ha, nacházející se ve výšce 890–922 metrů nad mořem, 3 km jihozápadně od Loučovic mezi místy, kde dříve existovaly obce Kapličky a Krásná Pole zničené při budování železné opony. Jde o rozsáhlé rašeliniště vrchovištního až přechodového typu zahrnující bezlesé porosty i lesní porosty se smrkem, porosty kříženců borovice kleče, borovice blatky a borovice lesní, podmáčené smrčiny i rašelinné bezlesí. Středem rezervace protéká Lipový potok. V dolní části rašeliniště se nachází rybníček U překopané hráze. Podklad tvoří žula, východní dvě třetiny rezervace jsou pokryty až několikametrovou vrstvou rašeliny. Oblast byla navržena mezi evropsky významné lokality Natura 2000 a je rovněž součástí Přírodního parku Vyšebrodsko.

## Historie
V minulosti se zde ručně těžila rašelina (tzv. borkováním) a louky přiléhající k rašeliništi byly koseny či využívány jako pastviny, rašeliniště samo bylo v 70. letech odvodňováno povrchovými příkopy, které však nebyly udržovány a v současné době jsou již většinou zarostlé. Některé jsou však stále ještě částečně funkční, což má společně s jejich předchozí existencí za následek nepřítomnost plovoucích rašeliníků a celkově menší podmáčení, než by se dalo čekat.
V roce 1992 bylo území 27 ha vyhlášeno jako přírodní památka. V roce 1995 bylo území překategorizováno do kategorie přírodní rezervace a rozšířeno na celkovou současnou plochu 73 ha. Nadále panuje jistá nejasnost ve vymezení, neboť dle lesního hospodářského plánu má plochu 80 ha.

## Vegetační složení

### Rašelinná kleč

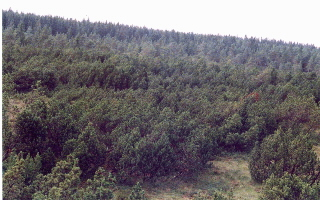
Rašelinná kleč v PR Rašeliniště Kapličky

Tato vegetační jednotka pokrývá asi 11 ha z celkových 72 ha rezervace, jde ovšem o patrně nejcennější část, která byla i jádrovou součástí původní přírodní památky.
Jde o porost křížence borovice blatky (Pinus rotundata) a borovice kleče (Pinus mugo). Tyto rostliny, považované někdy za samostatný druh Pinus pseudopumilio (český název není ujednocený, nejčastěji se používá termín „rašelinná kleč“) jsou vzrůstem nižší než čisté blatky, známé např. z národní přírodní rezervace Červené blato, dosahují tedy maximálně 2-3 metrů. K okraji rašeliniště se výška těchto kříženců zvyšuje, což je patrně dáno vyšším podílem genotypu blatky.
V souvislosti s odvodňováním rašeliniště se na méně vlhkých okrajích u melioračních struh objevují i kříženci s borovicí lesní (Pinus sylvestris), kteří mají již téměř stromový vzrůst a horní část kmene má načervenalou barvu.

### Luční rašelinné bezlesí

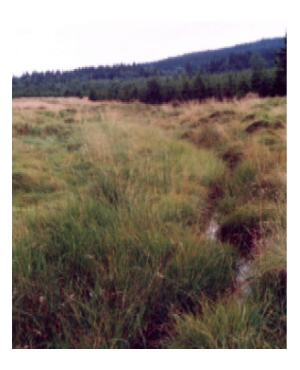
Lipový potok protékající rašeliništěm, v okolí rašelinné bezlesí

Jsou to porosty rašelinných luk s různým stupněm odvodnění. Tato vegetační jednotka zabírá celkem 29 ha. Ačkoliv jde o bezlesí, patří tato půda Lesům ČR a je součástí lesního hospodářského plánu. Ve vlhčích částech dominují druhy jako ostřice sítinovitá (Carex juncella), metlice trsnatá (Deschamspia caespitosa), starček potoční (Tephroseris crispus) a v mechovém patře různé druhy rašeliníků (Sphagnum spp.). V sušších, více odvodněných částech se objevují degradační druhy, jako např. medyněk měkký (Holcus mollis), konopice polní (Galeopsis pubescens) nebo ostřice třeslicovitá (Carex brizoides).

### Rašelinné smrčiny
Vyskytují se převážně po okrajích rašeliniště. Zatímco na levém břehu Lipového potoka jde většinou o relativně zachované porosty, s rozvolněným stromovým patrem a velkým podílem rašeliníků, na pravém břehu jde ponejvíce o degradované odvodněné porosty, často fyziognomicky blízké kulturním smrčinám, bez výrazněji vyvinutého mechového a bylinného patra. Typický je masový výskyt dřípatky horské (Soldanella montana).

### Louka
Vlhčí mezická louka se nalézá na severozápadním okraji rezervace. Jde jen o malý porost, zařazený do rezervace spíš z důvodu arondace (scelování) hranic po okrajích pozemků. Jedná se o druhově relativně bohatou louku na pomezí svazů Polygono-Trisetion a Arrhenaterion s určitým podílem vlhkomilných druhů, např. pcháče bahenního (Cirsium palustre)

### Rybníček
Rybníček U překopané hráze na severním okraji rašeliniště byl v minulosti zřejmě využíván k extenzivnímu chovu ryb. V současnosti se jedná o typicky oligotrofní až dystrofní nádrž bez makrofytní vegetace. Celková plocha rybníčku nepřesahuje 0,8 ha, hloubka je maximálně 3 m. hráz rybníčku byla dlouho přerušena, „překopána“, odtud i název. Z té doby pochází i stromy, které nyní koření pod hladinou rybníčku a vesměs tedy odumřely.
Hráz byla zrekonstruována před povodněmi v roce 2002, ty se však na ní podepsaly tak, že nyní je opět v havarijním stavu.

### Výsadba smrku

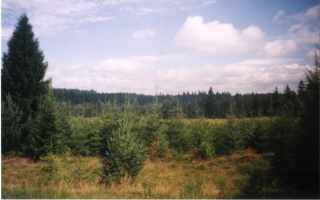
Výsadba smrku v PR Rašeliniště Kapličky

V horní, jižní části rašeliniště, byl na přibližně čtyřech hektarech v letech 1988 a 1989 vysázen smrk. Aby byla úspěšnost výsadby vyšší, byly v této části obnoveny meliorační kanály. U jižní hranice je výsadba skutečně poměrně úspěšná a došlo téměř k úplnému zapojení porostu, směrem k potoku a do středu rašeliniště smrky postupně řídnou a množí se mrazové formy. Každopádně výsadba smrku snížila zastoupení vzácných rašelinných druhů rostlin i živočichů.

## Ohrožení
- Elektrárenská společnost ČEZ plánovala v této oblasti výstavbu nádrže Lipno III., která měla sloužit jako přečerpávací elektrárna pro současné nádrže Lipno I. a Lipno II. Měl se tak posilovat výkon Jaderné elektrárny Temelín ve špičkách (a odebírat noční proud k přečerpávání). V současné době tento plán není mezi prioritními projekty, nicméně zcela zavržen dosud nebyl.
- Další ohrožení představuje meliorační síť, která se sice postupně zanáší, v odvodněné půdě může ovšem docházet k mineralizaci a odnosu látek z povodí. Aby se těmto procesům zabránilo, plánuje se revitalizační zásah, spočívající v postupném navýšení hladiny podzemní vody pomocí hrázek napříč melioračními kanály. V současné době probíhá monitoring druhového složení a hladiny podzemní vody.
- Ohrožení může představovat i případná výsadba smrku, neboť celé rašelinné bezlesí je na lesní půdě a je součástí lesního hospodářského plánu. V současné době zatím tlak na zalesňování není.

## Vzácné a významné druhy
- prstnatec Fuchsův
- všivec ladní
- hadí mord nízký
- tučnice obecná
- makadlovka Athrips pruinosella
- travníček Elachista kilmunella